# ختام اللحام
ختام اللحام(7 يناير 1960-) ممثلة لبنانية

## حياتها
ولدت في مدينة بعلبك لأم سورية تعلمت في مدرسة المطران، وتأثرت بشقيقها الذي كان فنان في إحدى الفرق المسرحية، ولكن عندما وقعت الحرب الأهلية اللبنانية غادرت إلى سوريا وعند انتهائها عادت إلى لبنان ودخلت إلى معهد التجميل ودرست سنة ونصف السنة في معهد «الشارماران».

### حياتها الأسرية
متزوجة ولم ترزق بأولاد.

## مشوارها المهني
بدأت تجربتها الدراميّة كفنانة ماكياج للمملثين خلف الكواليس، عرض عليها التمثيل رفضت بداية لكن زوجها شجعها، بدايتها في التمثيل عام 1986 لتشارك في مسلسل «وقالت العرب» حين دخلت مكان ممثلة اعتذرت عن دورها في العملعُرض علي تقديم حلقة «التي واللتي» أي الطويلة والقصيرة كتابة الشاعر ا جوزف حرب وإخراج سمير درويش،من ثم قدّمت العديد من المسلسلات إلى جانب الممثلين صلاح تيزاني «أبو سليم»، وأنطوان كرباج. انطلاقتها الفعلية كانت عام 1996 ، حين شاركت في العمل السوري الضخم «تل الرماد» للمخرج نجدت إسماعيل أنزور، تبعته بإطلالة مع الراحل جوزيف صقر في كليب «ليه عم تعمل هيك» لزياد الرحباني الذي تربطها به صداقة قوية. ظهورها ترك أثراً كبيراً لدى الجمهور، ولفت أنظار المخرجين والكتّاب إلى قدرتها الأدائيّة أدّت دور الأمّ وأهمها في مسلسلي «لونا» و«باب إدريس».كما قدمت أعمالا في المسرح والسينما

### مشاركتها في تسميات الطلاب في برنامج ستار أكاديمي
عام 2013 شاركت برنامج «ستار أكاديمي الموسم التاسع والعاشر والحادي عشر»، بشخصية الستّ «درة» والتي تعلن بطريقتها الخاصة أسماء الطلاب النوميني 

## أعمالها

### في التلفزيون
- (2025):نفس
- (2024):مال القبان
- (2023):كريستال
- (2023): للموت 3
- (2022): للموت 2
- (2022):بكير
- (2021): بارانويا
- (2021): لغز الأقوياء
- (2021): شريعة الغاب
- (2021):الهيبة جبل
- (2021): أمنيزيا
- (2021):للموت
- (2020): دفعة بيروت
- (2020):الهيبة الرد
- (2019): بردانة أنا
- (2019):الهيبة الحصاد
- (2019): آخر الليل
- (2019):ثواني (بدر)
- (2018):طريق (شادية)
- (2018):ثورة الفلاحين
- (2018):الهيبة العودة (أم شاهين)
- (2018): إم البنات (ديانا)
- (2017): بلاد العز
- (2017): صمت الحب
- (2017):الهيبة (ام شاهين)
- (2017): وين كنتي (ج2)
- (2017):ورد جوري
- (2017): الشقيقتان
- (2016):سمرا
- (2016):وين كنتي
- (2016):نص يوم (ام جميل)
- (2015): عين الجوزة
- (2015): حصاد الزمن
- (2014):تحالف الصبار
- (2014): فرصة ثانية
- (2014): مذاهب الحب أو شعراء وانياب
- (2013): قيامة البنادق
- (2013):جذور
- (2013):وأشرقت الشمس
- (2013): شوارع الذل
- (2013):روبي (وردة)
- (2013): العشق المجنون
- (2012): من كل قلبي
- (2012): أجيال ج2
- (2012): ديو الغرام
- (2011): باب إدريس (بهية)
- (2011):الغالبون ج1
- (2011): سيناريو
- (2011): وداعا
- (2010): أم الصبي
- (2010): ضايعة ولقيناها
- (2010): لونا
- (2010): متر ندى
- (2009): بدل عن ضايع
- (2009): دكتور هلا
- (2009): خطوة حب (أسما)
- (2009): أبو شفيق
- (2009): قضية يوسف
- (2008): الليلة الاخيرة
- (2008): دعوة إلى المجهول
- (2008): زهرة النرجس
- (2008): وهم الليلة الاخيرة
- (2008): الانتظار الطويل
- (2008): طفل من الماضي
- (2008): عين الشوق
- (2008): حكمة الزمان
- (2008): مش ظابطة
- (2008): مجنون ليلى
- (2008): عصر الحريم
- (2008): السجينة
- (2008): دعوة إلى المجهول
- (2008): بين بيروت ودبي
- (2008): الليلة الاخيرة
- (2007): قصص نسوان
- (2007): آدم وحوا
- (2007):مالح يا بحر (والدة أبو وائل)
- (2007): راحة القلوب
- (2007):حواء في التاريخ
- (2005): ابنة المعلم
- (2005): قرن الماعز
- (2005): قصة سلمى
- (2005): الحل بايدك
- (2004): الينابيع
- (2002): نورا
- (2002): شو بدو يصير
- (2001):من أحلى بيوت راس بيروت (نضال)
- (2001): القصة ومافيها
- (2000): فندق السعادة
- (1998):الطويبي
- (1997):طالبين القرب
- (1997):هوى بحري
- (1997): الرغيف
- (1996):تل الرماد
- (1994): مع الإنسان
- (1990): جحا الضاحك الباكي
- (1990): جحا
- (1989): كل يوم حكاية
- (1987):الفجر
- (1987): فردوس الكلمات
- (1986): وقالت العرب
- (1986): آيات ورجال
- البرج الثالث
- امثال
- قضية نسوان
- ابانا الذي في السماء كذلك على الأرض
- درب الوفا
- حكايات ام صبي
- فجأة ذات صباح
- الفاتحون
- مع الصابرين
- الثواب
- العم مثقال
- قناديل شعبية
- الميزان
- الزغلول
- عيون ثريا
- وللايام بقية
- اخر الليل
- الليل والمصباح

### في السينما
- (2022): ولا غلطة
- (2021): يوسف[6]
- (2019): شباب ضايعة
- (2019): شرعوا الحشيشة
- (2018): ساكتيرما
- (2017): آكل شارب نايم
- (2015):السيدة الثانية
- (2014): إنسان حيوان شيء (أم عماد)
- (2014):فيتامين
- (2012): عالخط (فريدة)
- (2011): خلة وردة
- (2009): دخان بلا نار
- (2008): خليك معي
- (2004): فان اكسبرس
- (2004): معارب حب
- (2000): ايفانوف
- (1988): مدينة الأشباح

### في المسرح
- (1991): شعب بالوكالة
- (1995): إبراهيم افندي والاربعين حرامي
- (1991): صعلوك بالوكالة
- (2018): عريس من باريس
- (2001): إسماعيل بالزفة
- (2000): محلولة
- ستوب مدرسة بوب
- الملف
- ومشيت بطريقي

## تكريمات
- (2019): تكريم من الموريكس دور عن مجمل مسيرتها[7]  لبنان

## روابط خارجية
- ختام اللحام على موقع قاعدة بيانات الأفلام العربية